# Knorr-Bremse
Knorr-Bremse AG er en tysk multinational producent af bremsesystemer til tog, lastbiler og busser. Endvidere fremstiller de intelligente dørsystemer, kontrolkomponenter, airconditionsystemer til tog, støddæmpere og transmissionskontrolsystemer.
I 2019 havde de over 28.000 ansatte og en omsætning på 6,93 mia. euro. De er tilstede i over 30 lande på 100 lokationer.
Georg Knorr etablerede Knorr-Bremse GmbH i 1905 i Berlin.